# Mark Warren
Mark Warren (Walsall, 1960. január 4. –) angol nemzeti labdarúgó-játékvezető, nemzetközi asszisztens.

## Pályafutása

### Nemzeti partbíráskodás
A játékvezetői vizsgát 1971-ben szerezte meg. 1991-től 1998-ig volt hazája legfelső szintű labdarúgó-bajnokságának partbírója.

### Nemzeti játékvezetés
1998-tól 2005-ig játékvezetőként folytatta sportszakmai tevékenységét. Hivatalosan a FIFA 45 éves korhatárának elérésével visszavonult, de a nemzeti játékvezető-bizottság 2007-ig még foglalkoztatta játékvezetőként.

#### Nemzeti kupamérkőzések
Partbírói tevékenységek Kupa-döntőkben: 4.
1994-ben a Division One Play-Off döntőjében volt a játékvezető segítő partbírója. 1994-ben a  Charity Shield mérkőzésen kapott megbízást asszisztensi feladatra. 1995-ben a FA Kupa-döntőben szolgált partbíróként. 1997-ben a Liga Kupa-döntőn tevékenykedett asszisztensként.

#### Nemzetközi partbíráskodás
Az Angol labdarúgó-szövetség Játékvezető Bizottsága 1994-ben terjesztette fel nemzetközi partbírónak. Több válogatott és nemzetközi klubmérkőzésen szolgálta a labdarúgást. A nemzetközi partbíráskodástól 1998-ban vonul vissza.

##### Világbajnokság
Franciaországban rendezték a XVI., az 1998-as labdarúgó-világbajnokság-ot, ahol kettő csoporttalálkozón, az egyik negyeddöntőn, a Franciaország–Olaszország (0:0) mérkőzésen, valamint a döntőben, a Brazília–Franciaország (0:3) összecsapást irányító marokkói Szaíd Belqola bíró egyik segítője lehetett. Ezen a tornán a már önállóan meghívott partbírók még nem kapcsolódtak közvetlenül hazájuk- vagy a kijelölt játékvezetőhöz. Partbírói mérkőzéseinek száma: 4.
Partbírói mérkőzéseinek száma döntőben: 1.

##### Európa-bajnokság
Anglia rendezte a X., az 1996-os labdarúgó-Európa-bajnokságot, ahol egy mérkőzésre kapott megbízást az UEFA JB-től. Partbírói mérkőzéseinek száma: 1.

##### Nemzetközi kupamérkőzések
Partbírói mérkőzéseinek száma döntőben: 1.

###### UEFA-szuperkupa
1997-ben az Európai Labdarúgó-szövetség (UEFA) Játékvezető Bizottsága (JB) szakmai munkájának elismeréseként felkérte a döntő találkozó egyik asszisztensének.